# Дурсупе
Дурсупе (латыш. Dursupe) — населённый пункт сельского типа в Талсинском крае Латвии. Административный центр Балгальской волости.

## История
В советские годы был административным центром Балгальского сельсовета.

## География
Расположен в средней части волости на берегу реки Дурсупе у шоссе P128 в 22 км от уездного центра Талси и 89 км от Риги. Высота центра — 30 метров.

## Население
Согласно переписи населения 2006 года, в населённом пункте проживало 396 человек.

## Инфраструктура
В Дурсупе действуют приходская администрация, начальная школа, детский сад, библиотека, докторская, почта и несколько магазинов. Также есть усадебный комплекс Дурсупе, который был построен в 1820 году и является культурно-историческим памятником местного значения.